# Jackie Tabick

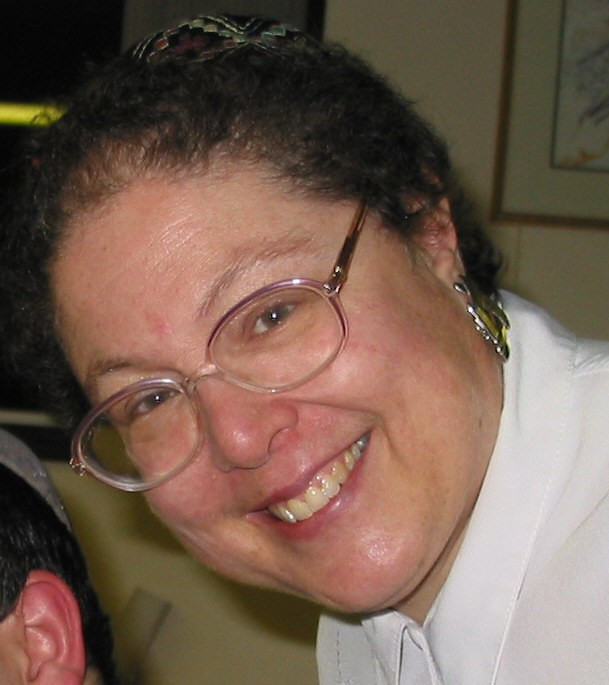
Jackie Tabick

Jackie Tabick (geboren 1948 in Dublin als Jacqueline Adler) ist eine britische Reform-Rabbinerin. 1975 wurde sie vom Leo Baeck College als erste Frau ordiniert.

## Biografie
Jackie Tabick wuchs in England auf und studierte mittelalterliche Geschichte am University College London. Dann schrieb sie sich am Leo Baeck College ein und begann eine Rabbinatsausbildung. Nach ihrer Ordination 1975 war sie Rabbinerin an der West London Synagoge, als Assistentin von Rabbi Hugo Gryn, nach dessen Tod zeitweise auch als Leiterin der Gemeinde. 1999 wechselte sie an die North West Surrey Synagoge, die sie bis zu ihrem Ruhestand 2013 leitete.
Tabick war Vizepräsidentin der britischen Reformbewegung. 2012 wurde sie Mitglied des Reform-Beth Din.
Tabick war langjähriges Mitglied des World Congress of Faiths und wurde 2013 dessen Vizepräsidentin.
Jackie Tabick ist seit 1975 mit Larry Tabick verheiratet, ebenfalls Absolvent des Leo Baeck College und Rabbiner der Gemeinde Shir Hayim in Hampstead.